# Keith Gleeson
Pour les articles homonymes, voir Gleeson (homonymie).

a Compétitions nationales et continentales officielles uniquement.

b Matchs officiels uniquement.
Dernière mise à jour le 18 septembre 2018.
Keith David Gleeson, est né le 17 juin 1976 à Dublin. C’est un joueur de rugby à XV, qui a joué avec l'équipe d'Irlande et la province du Leinster au poste de troisième ligne aile (1,86 m et 98 kg).

## Carrière

### En club
- 1999-2001 : Waratahs
- 2001-2008 : Leinster

Il joue avec la province de Leinster en coupe d'Europe et en Celtic League.
Entre 2001 et 2008, il a disputé 43 matchs de Coupe d'Europe.

### En équipe nationale
Il a eu sa première cape internationale le 3 février 2002 contre l'équipe du Pays de Galles.
Il a disputé la coupe du monde 2003 (3 matchs comme titulaire).

## Palmarès
- 27 sélections
- Sélections par année : 9 en 2002, 10 en 2003, 4 en 2004, 2 en 2006, 2 en 2007
- Tournois des Six Nations disputés : 2002, 2003, 2004